# Moritz Schauenburg

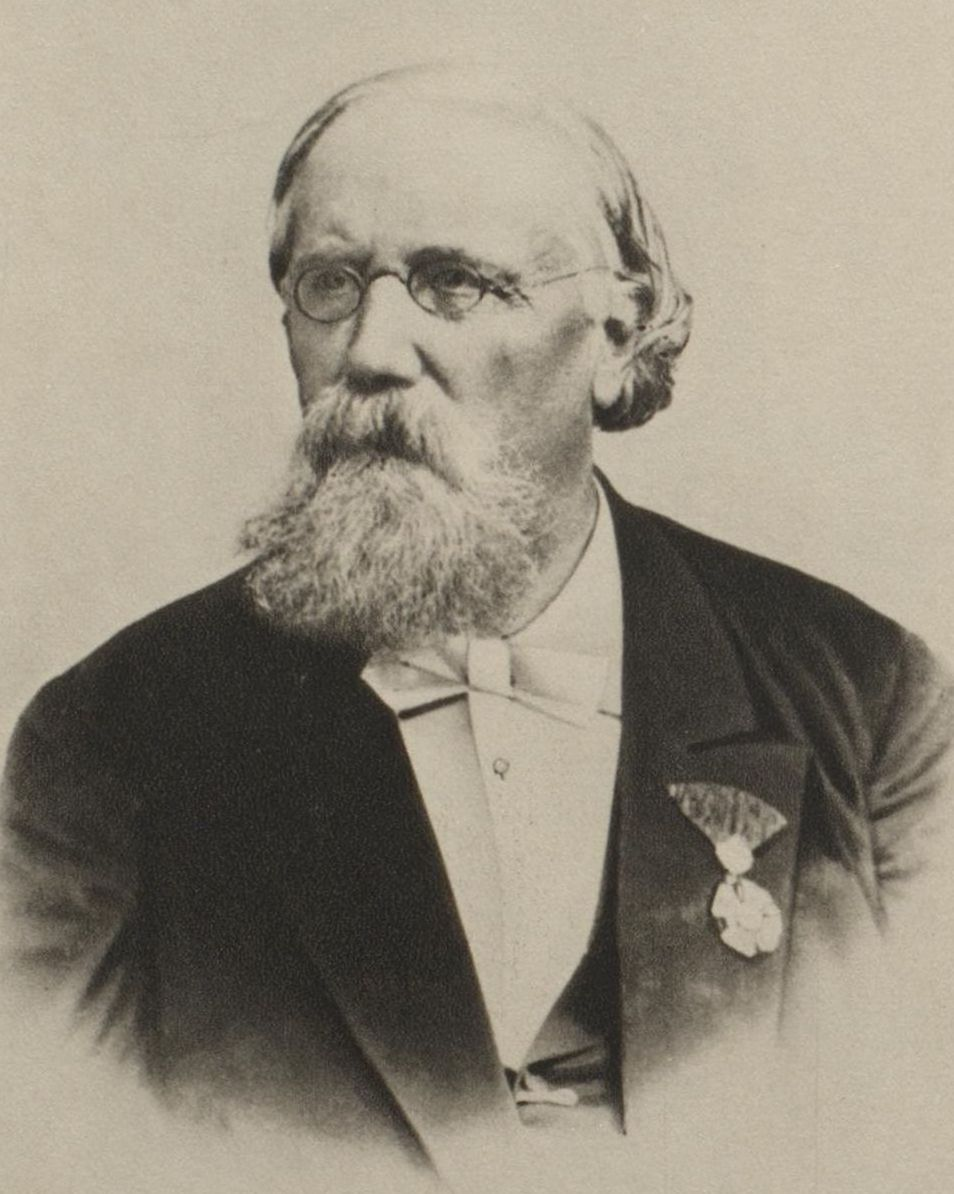
Moritz Schauenburg

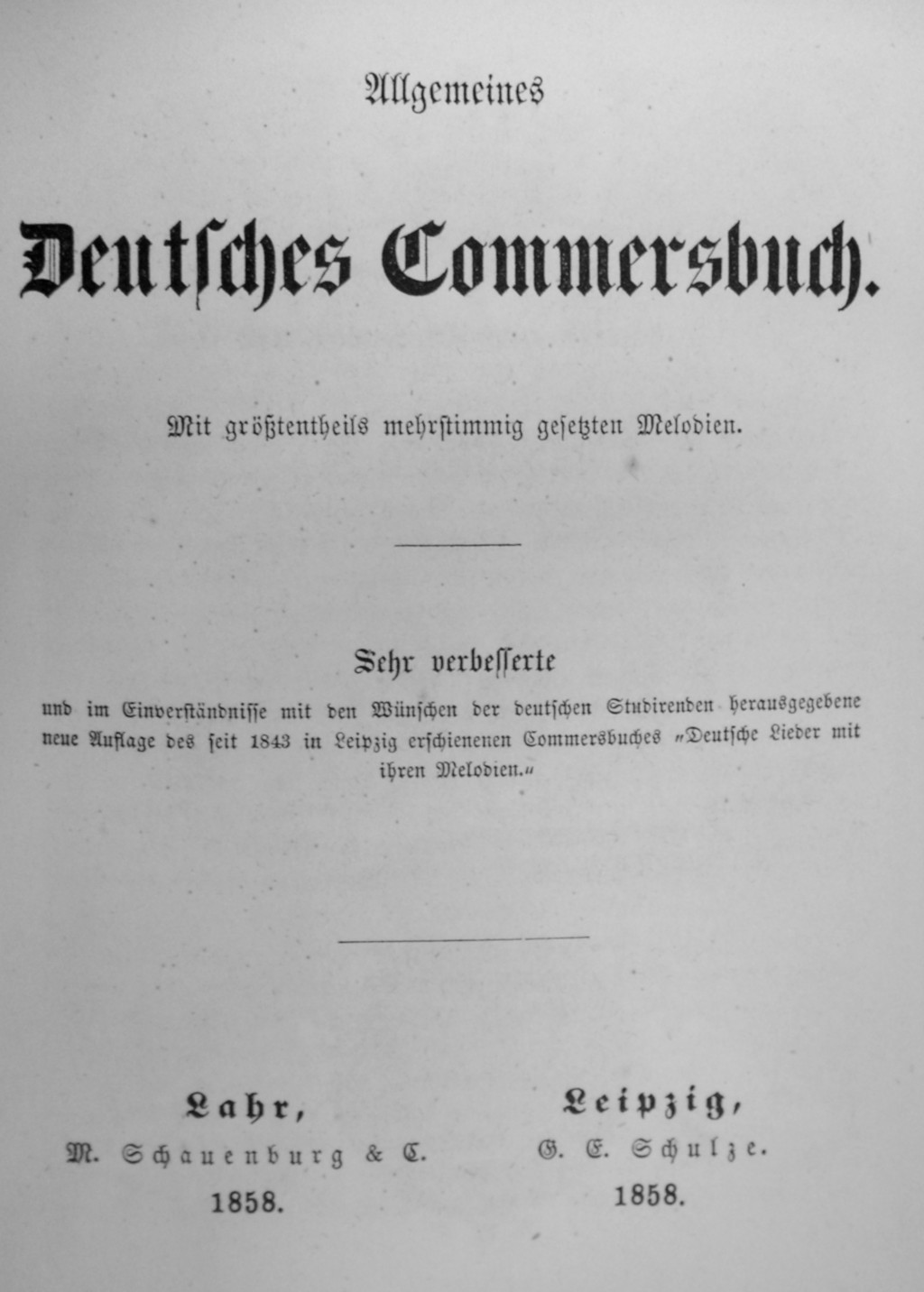
Titelblatt der Erstausgabe von 1858 des Allgemeinen Deutschen Kommersbuches

Johann Moritz Konrad Schauenburg (* 24. Oktober 1827 in Herford; † 25. Januar 1895 in Lahr) war ein deutscher Verleger und Buchhändler.

## Leben
Moritz Schauenburg war ein Sohn des königlich preußischen Domänenrentmeisters Johann Conrad Schauenburg (1789–1853) und dessen Ehefrau Helene Charlotte, geborene Rothert. Der Mediziner, Burschenschafter und Dichter Karl Hermann Schauenburg und der Philologe und Gymnasiallehrer Eduard Schauenburg waren seine älteren Brüder.
Moritz Schauenburg absolvierte in Essen eine Buchhandelslehre, kam in der Zeit um 1850 nach Lahr, verheiratete sich mit Julie Amalie, geborene Geiger, einer Enkelin des Gründers der Druckerei Geiger in Lahr, übernahm zunächst noch gemeinsam mit seinem Schwager Ferdinand Groß im Jahr 1856 die 1794 gegründete Sortimentsbuchhandlung Johann Heinrich Geiger und begründete danach den Verlag Moritz Schauenburg, zu dessen Sortiment unter anderem das Allgemeine Deutsche Kommersbuch, das er erstmals 1858 gemeinsam mit seinem Bruder Hermann Schauenburg in seinem Verlag herausgab, und der Volkskalender Lahrer Hinkender Bote gehörten. Er war mit dem humoristischen Zeichner und Dichter Wilhelm Busch bekannt und veröffentlichte in seinem Verlag mit Der heilige Antonius von Padua eine von dessen frühen geschlossenen Bildergeschichten, die er in seiner Druckerei in Straßburg drucken ließ. Der Heilige Antonius von Padua erschien 1870 und damit zu dem Zeitpunkt, zu dem Pius IX. im 1. Vatikanischen Konzil die Dogmen der päpstlichen Unfehlbarkeit verkündete. Am 8. Juli 1870 klagte die Staatsanwaltschaft in Offenburg Moritz Schauenburg wegen „Herabwürdigung der Religion und Erregung öffentlichen Ärgernisses durch unzüchtige Schriften“ an. Das Düsseldorfer Landgericht folgte dem Offenburger Beispiel und ließ das Werk beschlagnahmen. Obwohl Moritz Schauenburg am 27. März 1871 freigesprochen wurde, wurde in Österreich sogar ein Verbot des Werkes ausgesprochen, das noch bis 1902 Gültigkeit hatte.
Er war in Lahr neben dem Volksschriftsteller und Redakteur des Lahrer Hinkenden Boten Albert Bürklin maßgeblich an der Gründung des am 25. Mai 1885 als „Deutsches Reichswaisenhaus“ eröffneten ersten deutschen Volkswaisenhauses, in dem Kinder aus allen Teilen Deutschlands und des Auslandes ungeachtet ihrer Konfessionen aufgenommen wurden, beteiligt.
Das Ehepaar Moritz und Julie Amalie Schauenburg hatte acht Kinder. Einer der Söhne des Ehepaars war der Verleger August Moritz Ferdinand Schauenburg.

## Werke
als Herausgeber
- mit Hermann Schauenburg: Allgemeines Deutsches Commersbuch. Mit größtentheils mehrstimmig gesetzten Melodien. Schauenburg, Lahr 1858 und Schulze, Leipzig 1858
- mit Friedrich Silker und Friedrich Erk: Schauenburgs allgemeines deutsches Kommersbuch. Unter musikalischer Redaktion von Fr. Silker und Fr. Erk. Fünfzigste Auflage, Druck und Verlag von Moritz Schauenburg, Lahr (ohne Datum) (Digitalisat)
- Ilustrirtes Volksliederbuch. Eine Sammlung der schönsten, beliebtesten und bekanntesten Volks-, Jäger, Liebes-, Soldaten-, Studenten-, Trink-, Wander-, Opern- und Gesellschaftslieder. Mit zahlreichen Original-Bildern von A. v. Werner, Georg Bleibtreu und Ludwig Burger. Druck und Verlag von Moritz Schauenberg, Lahr (ohne Datum) (Digitalisat)
- Schauenburg's kleiner Hessischer Schul-Atlas Lahr 1890 (Digitalisat)